# لی شی آ
لی شی آ (کره‌ای: 이시아؛ زادهٔ لی جی آ در ۱۰ ژوئیه ۱۹۹۰) بازیگر و خواننده اهل کره جنوبی است. او حرفهٔ سرگرمی خود را در سال ۲۰۱۱ به عنوان عضو گروه دخترانهٔ کی-پاپ چی چی آغاز کرد. پس از اینکه چی چی در سال ۲۰۱۳ منحل شد، لی به بازیگری روی آورد و در مجموعه‌های تلویزیونی مختلفی همچون خدمتکاران (۲۰۱۵)، سیگنال (۲۰۱۶) و خانواده غیرعادی (۲۰۱۶) ایفای نقش کرد.

## فیلم‌شناسی

### فیلم
| سال  | عنوان         | نقش           |
| ---- | ------------- | ------------- |
| ۲۰۱۷ | رؤیای درخشان  | می یون        |
| ۲۰۱۸ | مذاکره        | یو یون جو     |
| ۲۰۱۹ | رئیس ناشناخته | جونگ مین جونگ |

### مجموعه تلویزیونی
| سال  | عنوان                   | نقش                       | توضیحات                |
| ---- | ----------------------- | ------------------------- | ---------------------- |
| ۲۰۱۳ | هور جون، داستان اصلی    | بانو یو (همسر گوانگ‌هیگون) | مهمان                  |
| ۲۰۱۴ | دختر دوست‌داشتنی من      | یون سو اون                |                        |
| ۲۰۱۵ | خدمتکاران               | هو یون اوک                |                        |
| ۲۰۱۵ | چو یونگ – فصل ۲         | هان جی سو                 | حضور افتخاری، قسمت ۶   |
| ۲۰۱۵ | به یادآور               | کیم هان نا                | حضور افتخاری، قسمت ۵–۶ |
| ۲۰۱۶ | سیگنال                  | کیم وون کیونگ (قسمت ۳–۴)  |                        |
| ۲۰۱۶ | Doppelganger            | یون جو                    | وب دراما               |
| ۲۰۱۶ | خانواده غیرعادی         | کانگ دان یی               |                        |
| ۲۰۱۷ | تونل                    | شین یون سوک               |                        |
| ۲۰۱۷ | شریک مشکوک              | لی نا اون                 | حضور ویژه، قسمت ۶      |
| ۲۰۱۸ | آقای آفتاب              | مادر چوی یو جین           | حضور ویژه              |
| ۲۰۱۸ | بگذار معرفی کنم         | جی اون هان                | [ ۵ ]                  |
| ۲۰۲۰ | ۳۶۵: سال را تکرار کن    | سو یون سو                 |                        |
| ۲۰۲۱ | میدنایت تریلر – سوپرمدل | لی جی اون                 | [ ۶ ]                  |

### ورایتی شو
| سال  | عنوان                                  | نقش                  |
| ---- | -------------------------------------- | -------------------- |
| ۲۰۱۳ | مسابقه هنری آیدل کره‌ای – همه جمع شوند! | شرکت کننده؛ قسمت ۱–۳ |
| ۲۰۱۸ | هپی توگدر فصل ۳                        | قسمت ۵۴۹             |
| ۲۰۱۸ | رانینگ من                              | قسمت ۴۱۶–۴۱۷         |
| ۲۰۱۹ | Salty Tour                             | قسمت ۱۰۰–۱۰۴         |

### موزیک ویدئو
| سال  | نام آهنگ            | آرتیست      |
| ---- | ------------------- | ----------- |
| ۲۰۱۳ | «Just Another Girl» | کیم جه جونگ |